# Conchita Panadés
Conchita Panadés est une chanteuse lyrique soprano espagnole née le 31 janvier 1908 à Manille (Philippines) et morte le 3 octobre 1981 à Barcelone (Catalogne, Espagne) en 1981. Elle enregistre plusieurs zarzuelas, dont La canción del olvido, La parranda, La rosa del azafrán, Gigantes y cabezudos et Molinos de viento.
Célèbre pour avoir chanté un zarzuela dans les années trente et quarante, bien qu'elle ait été active jusqu'en 1970, elle possédait une voix claire et expansive, à la fois douce et veloutée ; à l'attrait de sa voix et à des traits d'une beauté singulière elle associait également un remarquable talent d'interprète.

## Biographie
Concepció Panadès i Juanengo naît le 31 janvier 1908 à Manille (Philippines) de parents catalans issus du milieu du théâtre. Son père est un acteur très estimé à son époque. Elle voit le jour lors d'une tournée de ses parents. De retour à Barcelone, elle commence à prendre des cours de chant avec Marta Martí de Brianzo, qui lui donne des cours de solfège.
Elle apparaît sur scène comme chanteuse de zarzuela au Teatre Tívoli de Barcelone et reçoit régulièrement des ovations du public, ce qui lui vaut le succès pour une tournée artistique en Amérique du Sud avec la chanteuse mexicaine Esperanza Iris. Elle interprète à Santiago de Cuba Marina d'Emilio Arrieta dans sa version catalane.
À son retour en 1930, Conchita Panadés chante avec le ténor Miguel Fleta avec qui elle forme un couple d'opéra dans l'immédiate avant-guerre civile espagnole. Elle tient régulièrement le rôle de Carmen de Bizet
Le 6 avril 1936, elle participe à la première du chef-d'œuvre du compositeur Pablo Sorozábal, La Tabernera del puerto, au Tívoli de Barcelone. Pendant la Guerre Civile (1936-39), elle participe à de multiples représentations d'opéra et de zarzuela au Teatre del Liceu (appelé à cette époque Teatre Nacional de Catalunya), organisé par le gouvernement de la jeune république. Elle se produit aux côtés de deux  ténors de son époque: Hipólito Lázaro et Antonio Cortis.
En avril 1937, elle épouse Julián Sansinenea, qui commande un bataillon de Basques dans la ville universitaire. Julián est abattu dans le camp de concentration d'Albatera peu de temps après la guerre, laissant Conchita veuve.
Le 11 janvier 1975, au Teatro del Líceo de Barcelone, la soprano tient un rôle dans la représentation de Doña Francisquita, zarzuela en trois actes (Género Grande), inspirée de La discreta enamorada de Lope de Vega qui est sans doute la plus connue et la plus appréciée de toutes les œuvres d'Amadeo Vives,. L'orchestre est alors dirigé par le ténor espagnol Plácido Domingo.
Elle meurt à Barcelone le 3 octobre 1981.

## Postérité
Sa voix reste gravée dans plusieurs enregistrements discographiques, parmi lesquels les zarzuelas des années 1940 réédité au 21e siècle et remise à l'honneur dans l'enregistrement sonore du générique (édition phonographique) du  film de Pedro Almodóvar Volver, sur une bande originale de Alberto Iglesias, où elle est remarquée par une voix saisissante, accrocheuse et au timbre voilé.